# L'Île du docteur Moreau
L'Île du docteur Moreau (The Island of Dr. Moreau) est un roman de science-fiction  écrit par H. G. Wells, publié en 1896.
À travers une histoire racontée par un narrateur dépassé par les événements, le roman engage une réflexion sur des sujets comme la relation entre l'être humain et l'animal et la question de l'identité.

## Résumé

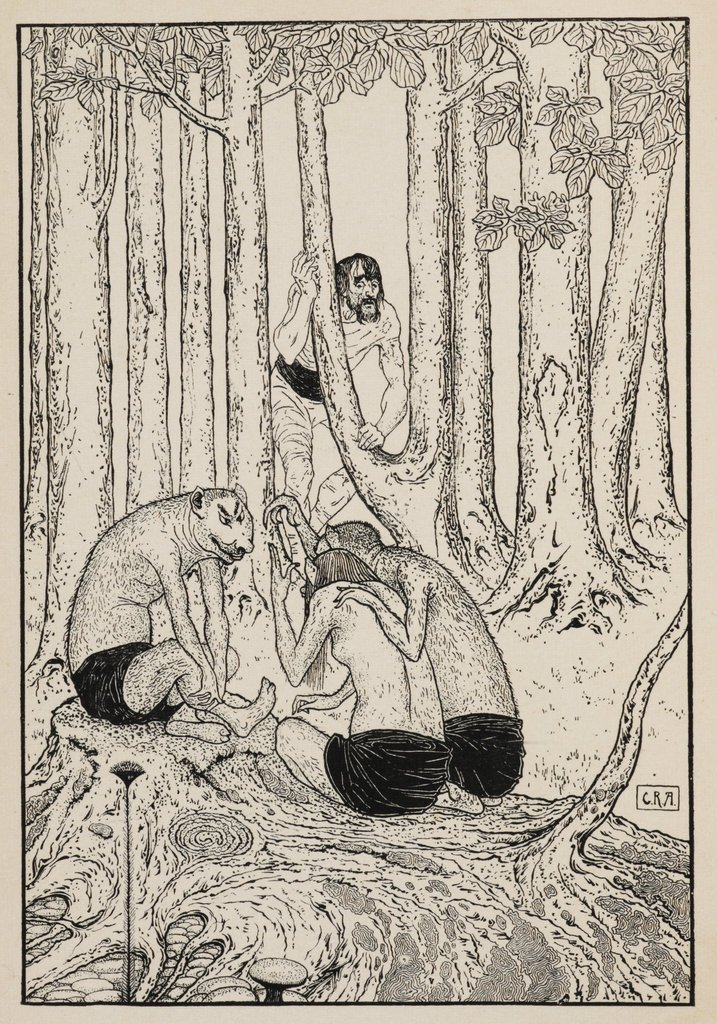
Dissimulé derrière des arbres, Edward Prendick épie les créatures du docteur Moreau, qui récitent les litanies du Prêcheur de la Loi.
Lithographie de Charles Robert Ashbee en frontispice de la première édition du roman (William Heinemann, 1896).

Unique survivant d'un naufrage, Edward Prendick est secouru par Montgomery et son équipe, passagers d'un navire faisant route vers une île tropicale avec une cargaison d'animaux. Montgomery est l'assistant du docteur Moreau, un scientifique obsédé par la vivisection et la transfusion sanguine. Prendick découvre avec effroi que, depuis dix ans, les deux hommes se livrent à des expériences sur les animaux, en réalisant des greffes et de multiples interventions chirurgicales, afin d'en faire des hommes capables de penser et de parler. Les hommes-bêtes vivent dans un village et obéissent à « la Loi », un ensemble de règles leur interdisant les comportements primitifs et prônant la vénération de Moreau, qu'ils appellent « Maître » :
« Ne pas marcher à quatre pattes. C’est la Loi. Ne sommes-nous pas des Hommes ? »
« Ne pas laper pour boire. C’est la Loi. Ne sommes-nous pas des Hommes ? »
« Ne pas manger de chair ni de poisson. C’est la Loi. Ne sommes-nous pas des Hommes ? »
« Ne pas griffer l’écorce des arbres. C’est la Loi. Ne sommes-nous pas des Hommes ? »
« Ne pas chasser les autres Hommes. C’est la Loi. Ne sommes-nous pas des Hommes ? »
Mais Prendick observe que certaines créatures transgressent la Loi en dévorant des lapins. L’assassinat du docteur Moreau par une de ses « expériences », l'Homme-Puma, remet en cause l’équilibre fragile de l'île. Montgomery est tué à son tour et Prendick, désormais seul avec les créatures, va réussir à se faire respecter et à ramener le calme… Il parvient finalement à s'échapper à bord d'un radeau et à retourner en Angleterre. Mais traumatisé par l'expérience qu'il vient de vivre, il continue de voir le reflet des monstres de Moreau parmi les hommes.

« Je vois des faces âpres et animées, d’autres ternes et dangereuses, d’autres fuyantes et menteuses, sans qu’aucune possède la calme autorité d’une âme raisonnable. J’ai l’impression que l’animal va reparaître tout à coup sous ces visages, que bientôt la dégradation des monstres de l’île va se manifester de nouveau sur une plus grande échelle. Je sais que c’est là une illusion, que ces apparences d’hommes et de femmes qui m’entourent sont en réalité de véritables humains, qu’ils restent jusqu’au bout des créatures parfaitement raisonnables, pleines de désirs bienveillants et de tendre sollicitude, émancipées de la tyrannie de l’instinct et nullement soumises à quelque fantastique Loi – en un mot, des êtres absolument différents de monstres humanisés. Et pourtant, je ne puis m’empêcher de les fuir, de fuir leurs regards curieux, leurs questions et leur aide, et il me tarde de me retrouver loin d’eux et seul. »

## Genèse et publication
En 1895, H. G. Wells, qui se passionne pour les sciences naturelles ainsi que pour les sciences humaines et sociales, publie dans une revue scientifique un court essai, The Limits of Individual Plasticity, dans lequel il expose une certaine vision sur la chirurgie plastique et l'expérimentation animale.
Wells reprend ses théories dans L'Île du docteur Moreau, qui est alors publié à une époque où l'Angleterre est le théâtre de débats houleux sur la question de l'abolition de la vivisection.
La version française publiée en 1901 dans Le Mercure de France omet les deux premiers chapitres du roman (Introduction et In the Dingey of the Lady Vain).

## Adaptations cinématographiques et télévisuelle
- 1913 : L'île d'épouvante, film muet de Joë Hamman.
- 1921 : L'Île des disparus (en), film muet allemand d'Urban Gad.
- 1932 : L’Île du docteur Moreau, film d'Erle C. Kenton avec Charles Laughton.
- 1977 : L’Île du docteur Moreau, film de Don Taylor avec Burt Lancaster et Michael York.
- 1996 : L’Île du docteur Moreau, film de John Frankenheimer avec Marlon Brando et Val Kilmer.
- 2002 : L'Île du Docteur Hibert, épisode de Horror Show XIII des Simpson.

## Adaptations en bande dessinée
- 2017 : L'île du Docteur Moreau. Adaptation en 54 planches BD de Dobbs et dessins de Fabrizio Fiorentino, Glénat, collection « H.G. Wells »[2],[3].
- 2021 & 2023 : L'île du Docteur Moreau. 2 tomes, BD de Stéphane Tamaillon et dessins de Joël Legars, Delcourt.

## Influence de l'œuvre

### Littérature
L'Île du docteur Moreau inspire plusieurs œuvres littéraires. Dès 1908, l'écrivain français Maurice Renard dédie à H. G. Wells son roman Le Docteur Lerne, sous-dieu,.
En 1980, dans son roman L'autre île du Dr Moreau (Moreau’s Other Island), Brian Aldiss met en scène Calvin Roberts, un sous-secrétaire d'État américain qui atterrit sur une île du Pacifique après le sabotage de son vaisseau spatial durant un conflit global en 1996. Le narrateur y rencontre d'étranges hommes-bêtes créés par Mortimer Dart, émule du docteur Moreau. Ce « monstre moral » utilise d'impressionnantes prothèses robotiques pour dissimuler ses graves malformations congénitales causées par le thalidomide.
Par ailleurs, dans son roman Le bestiaire de Sherlock Holmes (Denoël, coll. « Sueurs froides », 1987), René Reouven interprète certaines allusions parsemées par Arthur Conan Doyle dans les aventures de Sherlock Holmes (« rat géant de Sumatra », « ver inconnu de la science », « répugnante sangsue rouge »...) pour développer une suite de récits où le détective est confronté aux sinistres expérimentations du docteur Moreau, qui se révèle être un descendant du savant français Pierre Louis Moreau de Maupertuis,,.
En outre, le roman Jurassic Park (1990) de Michael Crichton propose une relecture partielle de l'œuvre de Wells à travers le personnage de John Hammond, propriétaire de l'entreprise International Genetic Technologies Inc. Dans une île du Costa Rica, Hammond crée un zoo peuplé de dinosaures recréés artificiellement. D'un caractère « excentrique et enfantin », l'industriel représente une variante du savant fou, à l'instar du docteur Moreau. Un autre personnage, Malcolm, le blâme pour avoir oublié que ses créations sont vivantes et dotées d'une intelligence propre.

### Bande dessinée
Dans La Ligue des gentlemen extraordinaires, volume 2 (2002), comic book scénarisé par Alan Moore et dessiné par Kevin O’Neill, le docteur Moreau a survécu à la révolte de ses hommes-bêtes. Revenu en Angleterre, il poursuit ses expériences sous couvert des services secrets britanniques qu'il fournit en armes biologiques. En proie à une invasion martienne, la couronne sollicite l'aide du savant par le biais de Mina Murray et Allan Quatermain, deux membres de la ligue d'aventuriers victoriens,,,.